# 布克斯瓦哈
布克斯瓦哈（Buxwaha），是印度中央邦Chhatarpur县的一个城镇。总人口9064（2001年）。

## 人口
该地2001年总人口9064人，其中男性4830人，女性4234人；0—6岁人口1681人，其中男848人，女833人；识字率54.37%，其中男性为63.33%，女性为44.14%。